# Haworthprojectie

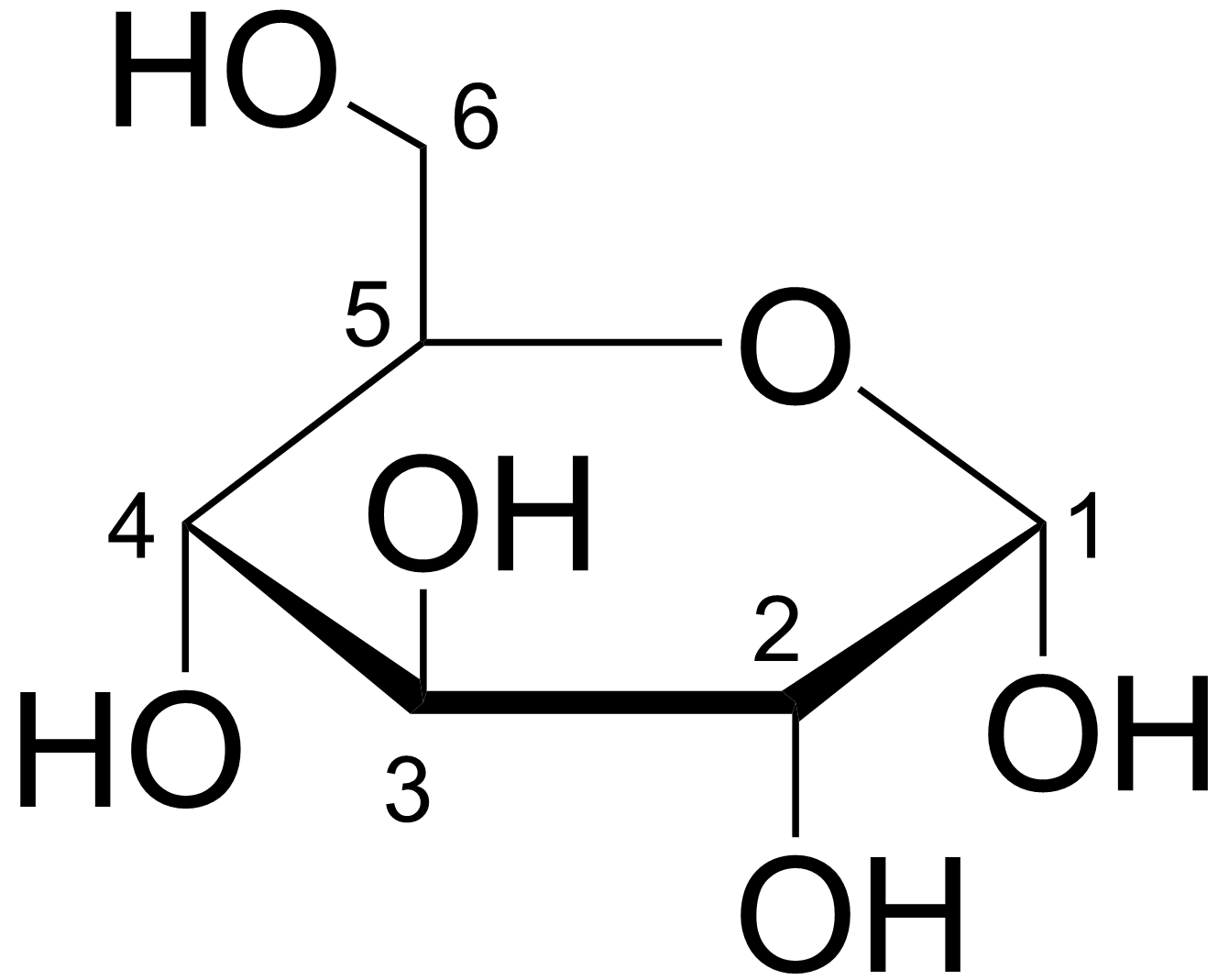
Een Haworthprojectie van de structuur voor α-D-glucopyranose.

Een Haworthprojectie is een algemene manier om de cyclische structuur te representeren van monosachariden met een simpel driedimensionaal perspectief.
De Haworthprojectie is vernoemd naar de Britse scheikundige Walter Haworth.
Een Haworthprojectie heeft de volgende karakteristieke eigenschappen:
- Er zijn koolstofatomen aan de projectie verbonden; het is het impliciete atoomtype. In het rechter voorbeeld zijn de genummerde atomen (1 t/m 6) allemaal koolstofatomen. Koolstof 1 wordt de anomere koolstof genoemd.
- Er zijn waterstofatomen op de koolstofatomen verbonden. In het voorbeeld hebben atoom 1 t/m 6 waterstofatomen die niet getekend zijn.
- Een dikkere lijn wordt gebruikt om de ruimtelijke vorm weer te geven; deze staat dichter bij de waarnemer. In het rechter voorbeeld staan atoom 2 en 3 (en hun daarbij horende OH-groepen) het dichtst bij de waarnemer; atoom 1 en 4 verder van de waarnemer en de resterende atomen (5, enz.) het verste weg.